# Giovanni Paolo Pannini
Giovanni Paolo Panini eller blot Pannini (17. juni 1691 – 21. oktober 1765) var en italiensk maler og arkitekt, der arbejdede i Rom, og primært er kendt som veduta-maler ("udsigtsmaler"). Som maler var Panini bedst kendt for sine udsigts billeder over Rom, hvor han særligt var interesseret i at gengive byens antikke bygninger.
Blandt hans mest berømte værker er interiøret af Pantheon (på vegne af Francesco Algarotti), og hans vedute—malerier der indeholder udsigter over rom. De fleste af hans værker, særligt dem af ruiner har en fantasifuld og uvirkelig udsmykning, der er karaktistisk for capriccio-temaer. På denne måde minder de om Marco Riccis capricci.
Panini har også malet portrætter, inklusive et af pave Benedikt 14..